# Cabinet Röder VI
Sarre
Röder V Zeyer I
Le cabinet Röder VI (Kabinett Röder VI, en allemand) est le gouvernement du Land allemand de Sarre entre le 1er mars 1977 et le 26 juin 1979, durant la septième législature du Landtag.

## Coalition et historique
Dirigé par le ministre-président chrétien-démocrate sortant, Franz-Josef Röder, il est soutenu par une « coalition noire-jaune » entre l'Union chrétienne-démocrate d'Allemagne (CDU) et le Parti libéral-démocrate (FDP), qui disposent ensemble de 28 députés sur 50 au Landtag, soit 56 % des sièges.
Il a été formé en cours de législature et succède au cabinet Röder V, constitué de la seule CDU, qui gouvernait en minorité. À la suite du décès de Röder, le ministre de l'Économie, Werner Klumpp, exerce l'intérim jusqu'à l'investiture, le 5 juillet, du chrétien-démocrate Werner Zeyer, qui reconduit l'alliance avec les libéraux et forme son premier cabinet.

## Composition

### Initiale
| Portefeuille                                                                       | Nom | Nom                                                                        | Parti |
| ---------------------------------------------------------------------------------- | --- | -------------------------------------------------------------------------- | ----- |
| Ministre-président                                                                 |     | Franz-Josef Röder (décès le 26/06/1979)                                    | CDU   |
| Ministre-président                                                                 |     | Intérim de Werner Klumpp                                                   | FDP   |
| Ministre de l'Intérieur                                                            |     | Alfred Wilhelm                                                             | CDU   |
| Ministre des Finances                                                              |     | Ferdi Behles                                                               | CDU   |
| Ministre des Questions juridiques et des Affaires fédérales                        |     | Rainer Wicklmayr                                                           | CDU   |
| Ministre de l'Éducation, de la Formation et des Sports                             |     | Werner Scherer (jusqu'au 05/12/1977) Josef Jochem (à partir du 07/12/1977) | CDU   |
| Ministre du Travail, de la Santé et de l'Ordre social                              |     | Rosemarie Scheurlen                                                        | FDP   |
| Ministre de l'Économie, des Transports et de l'Agriculture                         |     | Werner Klumpp                                                              | FDP   |
| Ministre de l'Environnement, de l'Aménagement du territoire et des Travaux publics |     | Günther Schacht                                                            | CDU   |